# Lluís Aguiló
Lluís Aguiló i Lúcia, né à Valence (Espagne) le 21 septembre 1950, est un juriste spécialiste de la politique au Pays valencien.

## Biographie

### Origines familiales et enfance
Il naît le 21 septembre 1950 à Valence, au 9 rue de Caballeros, dans le palais de Fuentehermosa (es), futur siège de la présidence de la Généralité valencienne, dans une famille bourgeoise. Son père,  l'urologue Ferran Aguiló Suriza, réalise ses consultations au domicile familial. Son grand-père paternel était natif de Manacor (Majorque) (« Aguiló » est un nom de famille typiquement chueta) et sa grand-mère maternelle était valencienne, native de Godella. Sa mère, Pilar Lúcia Mingarro, est fille de l'homme politique Lluís Lúcia Lúcia, figure prééminente du parti Droite régionale valencienne (DRV), actif durant la République.
Il est second né de 6 frères et sœurs.
En 1962, sa famille s'installe sur l'autre rive du Turia, dans un nouveau bâtiment construit près des jardins de Vivers, à la suite de réaménagements liés à la grande inondation de 1957.
Il fait ses études primaires et secondaires dans des établissements privés catholiques, en particulier chez les marianistes. Élève brillant et épris de lecture dès son plus jeune âge, son milieu familial et éducatif lui permet de grandir dans un climat de tolérance et de modération idéologique et d'une certaine aisance économique, une situation rare dans la Valence de l'après-guerre civile. Le père est ami de plusieurs figures du valencianisme culturel parmi lesquels Carles Salvador, José Calatayud Bayá et Adolf Pizcueta, et inscrit ses enfants aux cours de langue valencienne de Lo Rat Penat.

### Formation universitaire
Comme de nombreux jeunes universitaires de l'époque franquiste, il est poussé vers des études de droit, qu'il réalise à l'université de Valence entre 1967 et 1972. Il se spécialise en droit politique, matière qui suscite en lui un grand intérêt intellectuel, dont les cours sont impartis par Diego Sevilla Andrés, ancien membre de la DRV devenu phalangiste très proche du régime.
De façon quelque peu dissonante par rapport à l'enseignement reçu, Aguiló choisit de réaliser son mémoire de licence sur les élections à Valence durant la Seconde République. Grâce à ce travail, il obtient son diplôme avec la mention « excellent » et reçoit le prix exceptionnel de licence.
Sevilla Andrés l'encourage à poursuivre ses études jusqu'au doctorat et lui fait intégrer la faculté comme chargé de cours en lui laissant, d'une façon qui peut sembler surprenante d'après ce qu'on connaît du personnage, une liberté totale. Aguiló soutenait des manifestes antifranquistes, traitait dans ses cours des systèmes politiques de pays occidentaux considérés comme les plus avancés (France, Royaume-Uni, États-Unis), en évitant d'évoquer le régime en place en Espagne sans jamais être inquiété par son mentor.

### Travaux universitaires
Les premiers articles d'Aguiló traitent de sujets (les élections au Portugal voisin, qui venait tout juste de sortir de la période de dictature ou au Pays valencien durant la République) pointant clairement vers la démocratisation de l'État espagnol, perçue comme inéluctable et imminente dans les rangs de l'opposition à la dictature.
Dès son premier livre publié, Las elecciones en Valencia durante la Segunda República (« Les Élections à Valence durant la Seconde République », 1974), étude encore restreinte à la seule ville de Valence, apparaît une idée qui sera récurrente dans ses travaux ultérieurs : la politique du Pays valencien est historiquement caractérisée par une série de traits spécifiques qui lui ont donné des bases substantiellement différentes du reste de l'Espagne. En 1976, dans un travail nettement plus volumineux (Sociología electoral valenciana. 1903-1923, «Sociologie électorale valencienne. 1903-1923»), il élargit le territoire étudié à toute la province de Valence.
En 1979, en plein débat sur le statut valencien, il publie avec Vicent Franch et Manuel Martínez Sospedra, également juristes, un livre préfacé par Manuel Broseta consacré aux revendications d'autonomie valencienne,.
En 1980, il complète ses premiers travaux par une analyse davantage centrée sur les partis politiques et tenant compte des premiers résultats électoraux de la démocratie (El sistema de partits polítics al País Valencià).
Par la suite il est l'auteur ou contributeur à de nombreux autres ouvrages traitant de la même thématique ou de sujets connexes.

### Responsabilités institutionnelles
En novembre 1982, Lluís Aguiló, âgé de 32 ans, est nommé secrétaire général (letrado mayor) des Cortes valenciennes, poste qu'il exerce pendant près de 19 ans,.
Entre 2003 et 2010, il exerce les mêmes fonctions auprès de l'Académie valencienne de la langue.